# آریزلار (صندوق‌لی)
آریزلار (به ترکی استانبولی: Arızlar) یک منطقهٔ مسکونی در ترکیه است که در صندوق‌لی واقع شده‌است. آریزلار ۴۱۶ نفر جمعیت دارد.